# Интернациональный (Пружанский район)
Интернациональный (бел. Інтэрнацыяна́льны) — посёлок в Пружанском районе Брестской области Беларуси. Входит в состав Линовского сельсовета.

## География
Расположен в 10 км на юг от Пружан, в 97 км на северо-восток от Бреста. Около посёлка проходит автодорога Н545 Слонимцы — Городняны, рядом трасса М-1/П2.
Ближайшие населенные пункты Городняны, Линово и др.

## История
После третьего раздела Речи Посполитой поместье Линово перешло в собственность генерала Петра Румянцева-Задунайского, который затем продал его Винсенту Трембицкому — известному кобринскому ловчему и шамбеляну (личному помощнику) последнего короля Речи Посполитой Станислава Августа Понятовского.

На рубеже XVIII—XIX вв. он построил здесь усадьбу в стиле классицизма, в которой впоследствии прожили четыре поколения семьи. Это было одноэтажное кирпичное здание с шатровой крышей.
По воспоминаниям очевидцев, интерьеры дворца отличались разнообразием и богатством отделки. В центральном холле стояли мраморные бюсты Нерона и Агриппины, потолок был покрыт вырезанными из дерева кессонами, а на стенах столовой, которая одновременно служила бальным залом, висели портреты членов семьи Трембицких.
Еще одной достопримечательностью усадьбы был парк, который украшали клены, грабы, ясени, дубы, липы, конские каштаны, крымские сосны, золотистопобеговая ракита и грецкий орех.
В начале XX века внук Винсента Трембицкого Владислав начинает реконструкцию усадьбы. Он пристраивает к зданию боковые крылья. Семья проживет в усадьбе до 1939 года.
В 1905 году имение Линево в Линевской волости Пружанского уезда Гродненской губернии Российской империи, 60 жителей.
В советское время в пивоварне, принадлежавшей Трембицким, открыт крахмальный завод, а во дворце — размещена его администрация.

## Население

### Численность
- 2019 год — 73 жителей

### Динамика
- 1999 год — 152 жителей (перепись населения)
- 2009 год — 111 жителей (перепись населения)[3]
- 2019 год — 73 жителей (перепись населения)

## Достопримечательность
- Дворцово-парковый комплекс Трембицких «Линово» —  Историко-культурная ценность Республики Беларусь, шифр 113Г000610.
- Бюст В. И. Ленина (перед зданием усадьбы).